# Jazzmatazz, Vol. 4: The Hip-Hop Jazz Messenger: Back to the Future
Jazzmatazz, Vol. 4: The Hip-Hop Jazz Messenger: Back to the Future – czwarty album rapera Guru z serii Jazzmatazz. Płytę promuje singel "State of Clarity", na którym wraz z Guru występuje gościnnie Common.

## Utwory
1. "Cuz I'm Jazzy" (gośc. Slum Village) (3:00)
2. "State Of Clarity" (gośc. Common i Bob James) (3:37)
3. "Stand Up (Some Things'll Never" Change) (gośc. Damian Marley) (3:42)
4. "Look To The Sun" (3:29)
5. "Connections" (gośc. Kem) (3:34)
6. "Fine and Free" (gośc. Vivian Green) (3:27)
7. "Wait On Me" (gośc. Raheem DeVaughn) (3:07)
8. "International" (gośc. Bobby Valentino) (4:14)
9. "This Is Art" (gośc. Ronnie Laws) (2:23)
10. "Fly Magnetic" (gośc. Dionne Farris) (3:03)
11. "The Jazz Style" (gośc. Omar) (3:43)
12. "Follow The Signs" (gośc. Shelley Harland) (3:43)
13. "Universal Struggle" (gośc. Brownman) (3:34)
14. "Infinite" (gośc. Blackalicious) (3:13)
15. "Kissed The World" (gośc. Caron Wheeler) (3:43)
16. "Living Legend" (gośc. David Sanborn) (4:29)